# Chaozz
Chaozz je jedna z prvních a komerčně nejúspěšnějších českých hip-hopových skupin 90. let. Vznikla v roce 1995. Již v roce 1996 vyšla první deska. Od roku 2002 měla skupina pauzu do roku 2017.
Roku 1993 vznikla v Praze skupina Unit. Byla to sestava čtyř lidí: Basse, Rustyho, Dědka a DJ Skuply. V roce 1994 rozběhli první koncert v Alterně Komotovce. Přibližně ve stejnou dobu jako vznikla skupina Unit natočil Deph svoje první sólové demo. Dal se dohromady s Fugazem a rozběhli nový projekt s názvem Flavamatic. V červnu roku 1994 se skupina Unit rozpadla. 
První koncert skupiny Chaozz, byl ve složení Bass, Rusty a Go B. V klubu Misch Masch na Letné.
V době vzniku formace Chaozz existovalo v Praze několik skupin hrajících v podobném stylu (např. WWW, o níž Chaozz zpívá v písni 1,2,3), ale ani jedna z nich v té době nedosáhla příliš velkého úspěchu.
Deph si údajně chodil kupovat nosiče s hip-hopem do jednoho hudebního obchodu v centru Prahy. Majitelem tohoto obchodu byl jistý Ivo Pospíšil. Ten hledal nějakou hip-hopovou skupinu a tak Deph využil situace a seznámil pana Pospíšila s Chaozzem. A protože pan Pospíšil hledal skupiny pro vydavatelství Polygram, tak se Chaozzu otevřely dveře do světa. V roce 1996 vydali svoje první album …a nastal chaos. Velkého úspěchu dosáhla skupina například singly Policijeee či Planeta opic.
Před vydáním druhého alba si ještě trochu zaexperimentovali se slovenskou skupinou No Gravity na singlu Sorry. V singlu Chaozz věci se věnují parodování reklam. Na úspěchu Chaozzu má svůj podíl i televize Nova a její hitparáda Eso, která klipy Chaozzu nasadila.
V roce 2018 vydal Chaozz singl s názvem Průvan.

## Členové skupiny
- Go B  – rap
- Rusty – rap
- Fugaz – rap
- Deph (aka Kato) – rap
- Skupla – DJ
- Bass (aka BA2S) – rap
- Rychlik – maskot
- Smog – DJ do roku 1997

## Diskografie

### Alba

#### …a nastal chaos(1996)
- 1 Intro
- 2 "1,2,3"
- 3 "Televize"
- 4 "Hlasy z moji hlavy"
- 5 "R.O.Z.D.Í.L."
- 6 "Bejt v pohodě
- 7 "Policijééé"
- 8 "Sám doma"
- 9 "Ňákej nesmysl"
- 10 "Planeta Opic"
- 11 "Nejhorší den v mym životě"
- 12 "P.O.T.
- 13 "Dite noci"
- 14 "Tommy"
- 15 "Sileny sklony"
- 16 Outro

#### Zprdeleklika(1997)
- 1 "Fstup"
- 2 "Čím dál tím stejně (Odkud sem)"
- 3 "Chaozz věcí"
- 4 "Hej lidi"
- 5 "Z klece do hrobu"
- 6 "Zpomal!"
- 7 "7 čili 7 tahů (interlude)"
- 8 "Z prdele klika"
- 9 "Zelený peklo"
- 10 "Sobotage aneb óóó růžičko voňavááá"
- 11 "Všude dobře"
- 12 "Sny a realita"
- 13 "9 minut poezie"
- 14 "Výstub"
- 15 "Sorry (DJ Bass Phunkky Mixx) (bonus)"
- 16 "Brána (bonus)"
- 17 41200 – Homicide (Vinyl Bonus)

#### P.E.S.(1999)
- 1 "Hele..."
- 2 "Zbytečný se vztekat"
- 3 "Reprezentujem"
- 4 "Nejlepší Přítel (interlůda)"
- 5 "Lidskej Faktor"
- 6 "Jedna L."
- 7 "Blahsen 2."
- 8 "Rány Slovem (interlůda)"
- 9 "Bum! Bum!"
- 10 "Milénium"
- 11 "Vodopády"
- 12 "Den Života"
- 13 "Jenom Tak Chodím"
- 14 "U.P.A.D.'S. (interlůda)"
- 15 "Tam U Nás"
- 16 "...No Jasně!"

#### Sakum Prdum(2001)
- 1 Intro
- 2 Ale už!
- 3 Svišti na golfovym hřišti
- 4 Když kámoš zavolá...
- 5 Gorila ve vaně
- 6 Interlouda
- 7 Marie a Jana
- 8 První zima
- 9 Různo
- 10 2 deci
- 11 Weyce (Flavamatic remix)
- 12 Cesty rýmu
- 13 Ota (bonus)

#### Inventura(2002)
- 1 Svišti na golfovym hřišti
- 2 Marie a Jana
- 3 První zima
- 4 Různo
- 5 Reprezentujem
- 6 Vodopády
- 7 Den života
- 8 Jenom Tak Chodim
- 9 Hej Lidi
- 10 Chaozz věci
- 11 Z prdele klika
- 12 Sorry
- 13 Nejhorší den v mym životě
- 14 Planeta opic
- 15 Televize
- 16 Policijeee
- 17 1,2,3

#### 20 Let Chaozzu(2013)
- 1 Hej Lidi (Soví Hnízdo '98 Mix)
- 2 Různo
- 3 Televize
- 4 Sám Doma
- 5 Zprdeleklika
- 6 Jenom Tak Chodím
- 7 Brána (Knockin' On Heaven's Doors)
- 8 Ale Už!
- 9 Den Života
- 10 Zpomal!
- 11 Policijééé
- 12 Svišti Na Golfovým Hřišti
- 13 Sorry
- 14 Planeta Opic
- 15 Marie A Jana
- 16 1, 2, 3...
- 17 Chaozz Věci
- 18 Reprezentujem
- 19 Vodopády (Waterfalls)
- 20 Gorila Ve Vaně

### 12" vinyly
- Planeta Opic 1996
- Zprdelevinyl 1997
- Sekec Mazec 2001

### CD singly
- Sorry 1997
- Brána/Hej lidi 1997
- Policijeee 1997

### Single skladby, dema
- Televize old school demo verze – červenec 1995
- Diskofil demo – prosinec 1995
- Stres květen 1996
- Policijééé demo – květen 1996
- Jam ve "Snídani s Novou" srpen 1996
- Šílený sklony (morbid megamix) květen 1997
- Cesty červenec 1997
- Bum bum (Nedělní Chvilka Poezie – SK) červen 1999
- Reprezentujem (Kuřecí Nářez Mixx) říjen 1999
- Marie a Jana (DJ Deckl remix) červen 2002